# Grundwasserbegleitstrom
Als Grundwasserbegleitstrom wird langsam fließendes Flusswasser verstanden, welches unterirdisch parallel, meist in mehr oder weniger unmittelbarer Nähe, zum Hauptstrom fließt.

## Vorkommen
Der Grundwasserbegleitstrom bildet sich durch das durch die Flusssohle durchsickernde Wasser, welches sich langsam wie ein unterirdischer Parallelfluss links und rechts der Flusssohle bewegt. Verändert sich die Sohle des Flusses, wirkt sich dies auch auf den Grundwasserbegleitstrom aus. Menge und Qualität des Grundwassers können dadurch unter Umständen wesentlich beeinflusst werden. Dadurch wiederum kann die Gewinnung von Trinkwasser positiv oder negativ beeinflusst werden. Der Grundwasserbegleitstrom kann, je nach Untergrund, viele Kilometer weite Auswirkungen haben, wie z. B. die Donau auf das Marchfeld.
Der Grundwasserbegleitstrom kann auch Seen bilden bzw. diese speisen, wie z. B. beim künstlich, durch Schotterentnahme, entstandenen Harrbergsee (heute Badesee) im Talboden des Lammertales unmittelbar an der Lammer zwischen Unter- und Oberscheffau. Der Harrbergsee hat etwa eine Gesamtfläche von etwa 2,5 ha und eine maximale Tiefe von 10 m.
Sind nur gering wasserdurchlässige Bodenarten vorhanden oder bei einer dichten Kanalisierung eines natürlichen oder künstlichen Fließgewässers z. B. in einer Betonwanne, kann sich kein oder kein wesentlicher Grundwasserbegleitstrom ausbilden.

## Nutzung

### Trinkwasser
Der Grundwasserbegleitstrom wird in vielen Fällen zur Gewinnung von Trinkwasser von Städten und Gemeinden genutzt. Durch die mehrfache naturnahe Filterung in wasserdurchlässigen Erd- und Kiesschichten (siehe auch: Uferfiltration) entsteht hochwertigstes Trinkwasser, welches in vielen Anwendungsfällen ohne weitere Aufbereitung verwendet werden kann. Im Alpenrheintal werden jeden Tag rund 24 Millionen Liter Wasser dem Grundwasserbegleitstrom des Alpenrheins entnommen.

### Energieumwandlung
In Bad Reichenhall wird dem Grundwasserbegleitstrom der Saalach 50 l Wasser pro Sekunde in etwa 40 m Tiefe entnommen und rund 100 m flussabwärts über einen Schluckbrunnen wieder zugeführt. Bei der Entnahme hat das Wasser etwa 10–12 °C und wird einer Grundwasser-Wärmepumpe zugeführt. Bei der Rückführung in die Saalach hat das Wasser etwa vier bis sechs Grad. Mit der Differenz wird über zwei große Wärmepumpen mit einer thermischen Gesamtleistung von 3,2 MW bis zu 85 °C warmes Wasser hergestellt.